# باول رينو
باول رينو (بالفرنسية: Paul Renaud)‏ هو فنان قصص مصورة فرنسي، ولد في 1975.